# Кастел дел'Аквила (Терни)
Кастел дел'Аквила је насеље у Италији у округу Терни, региону Умбрија.
Према процени из 2011. у насељу је живело 521 становника. Насеље се налази на надморској висини од 357 м.